# باکلان بزرگ
باکلان بزرگ (به انگلیسی: great cormorant) (نام علمی: Phalacrocorax carbo) گونه‌ای باکلان است که در نیوزلند به آن (به انگلیسی: black shag) یا (به انگلیسی: kawau) می‌گویند، قبلاً به عنوان باکلان بزرگ سیاه (به انگلیسی: great black cormorant) در سراسر نیم‌کره شمالی نیز شناخته می‌شد، باکلان سیاه (به انگلیسی: black cormorant) در استرالیاو باکلان بزرگ (به انگلیسی: large cormorant) در هند یافت می‌شوند. عضوی گسترده از خانواده باکلان پرندگان دریایی است. نام جنس از یونانی باستان به لاتین تغییر کرده است، از φαλακρός (به انگلیسی: phalakros "bald") و κόραξ (به انگلیسی: korax, "raven") و carbo به زبان لاتین «زغال چوب» است. 

در بیشتر مناطق جهان قدیم، استرالیا، سواحل اقیانوس اطلس و آمریکای شمالی تولید مثل می‌کند.

## مشخصات
باکلان بزرگ دارای طول بدن ۹۰ سانتی‌متر، و بال زاویه دار ۱۶۰ سانتی‌متر و وزن ۳٫۵ کیلوگرم است. پایان منقار از منحنی، گردن بلند و بزرگ، کلاله مو سیاه و سفید دارد. انتهای منقار این پرنده قلاب‌مانند و بدنش رنگی سیاه دارد. در سطح خارجی ران پرنده لکهٔ بزرگ سفیدی دیده می‌شود. زیر گلو و چانه سفید هستند و قسمت بدون پر گلو زرد رنگ است. رنگ روتنه قهوه‌ای تیره و دم سیاه است. پاها پرده دارند. در فصل تولید مثل سر و گردن تعدادی ار آنها به طور کامل سفید می‌شود.
باکلان بزرگ هنگام استراحت، راست و کشیده، بر روی صخره‌ها می‌ایستد و پاهایش را نیمه باز نگه می‌دارد. در هنگام شنا همانند غواص‌ها بدنش را بیشتر از حد معمول در آب قرار داده اما گردن را راست نگاه داشته و منقارش را اندکی رو به بالا نگه می‌دارد. پرواز این پرنده به نسبت سریع و به صورت گروهی و به شکل «۸» انجام می‌گیرد.

## زیستگاه
این پرنده در کرانه‌های دریاها، خورها، دریاچه‌های کرانه‌ای، و آب‌های داخلی زندگی می‌کند و آشیانه خود را بر روی درختان می‌سازد. در ایران در زمستان‌ها به فراوانی دیده می‌شود و در استان‌های شمالی و استان فارس تولید مثل می‌کند.

## نگارخانه

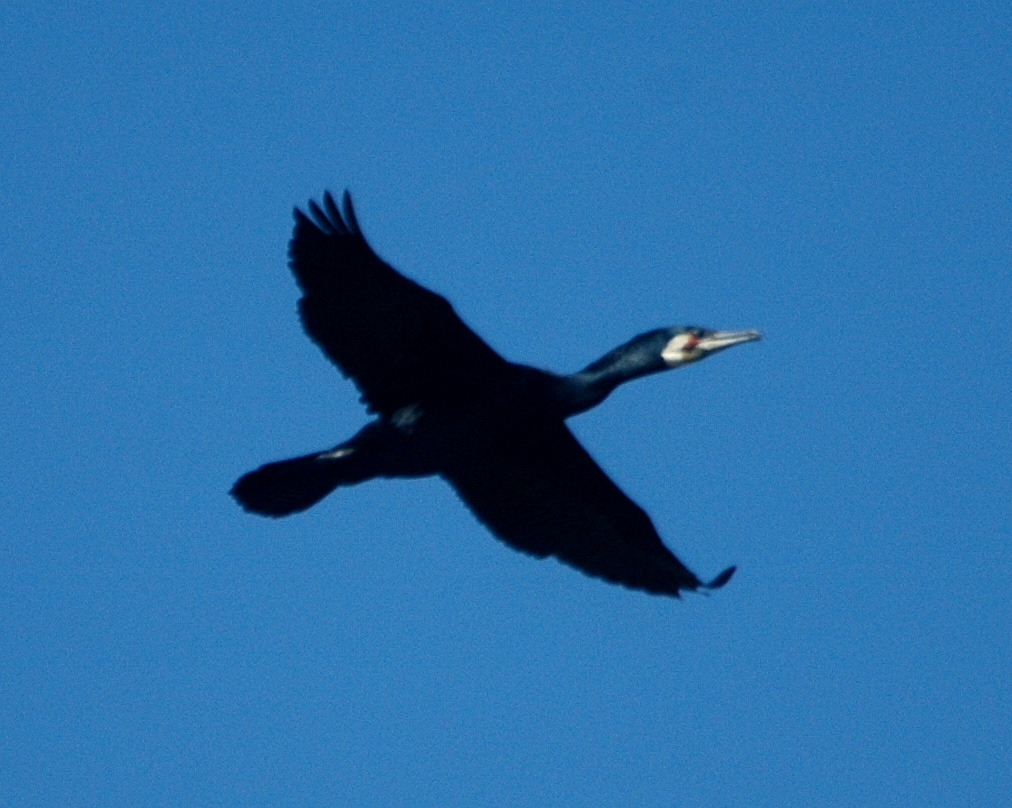
دارای پرهای فصل جفت‌گیری، استرالیا
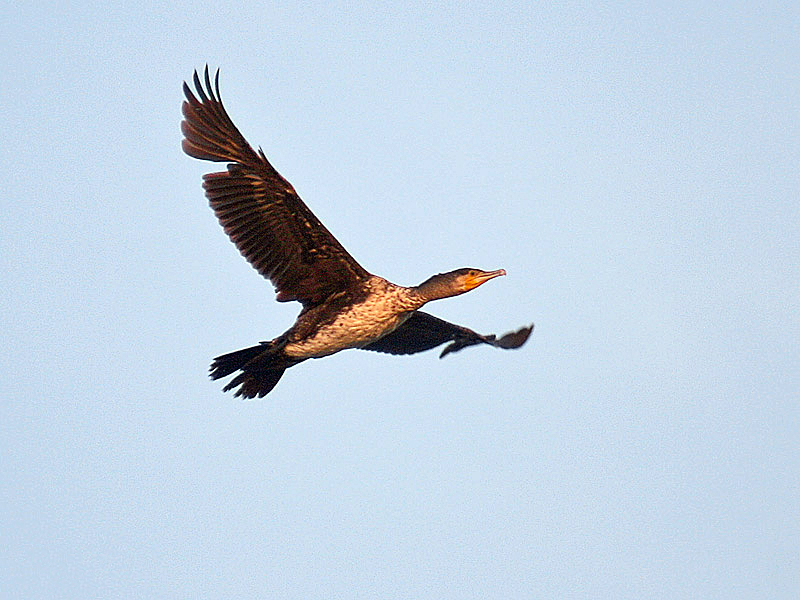
پرنده نابالغ در حال پرواز در کلکته، بنگال غربی، هند
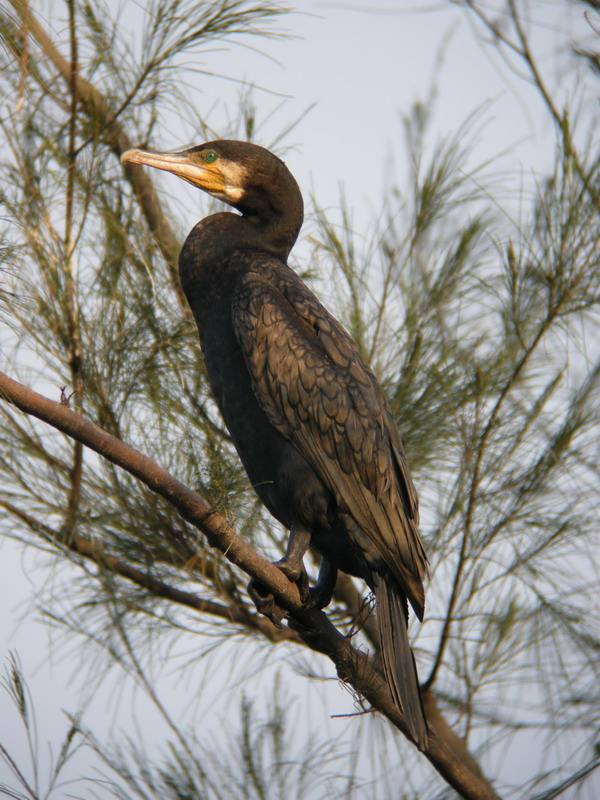
مایی پو، هنگ کنگ
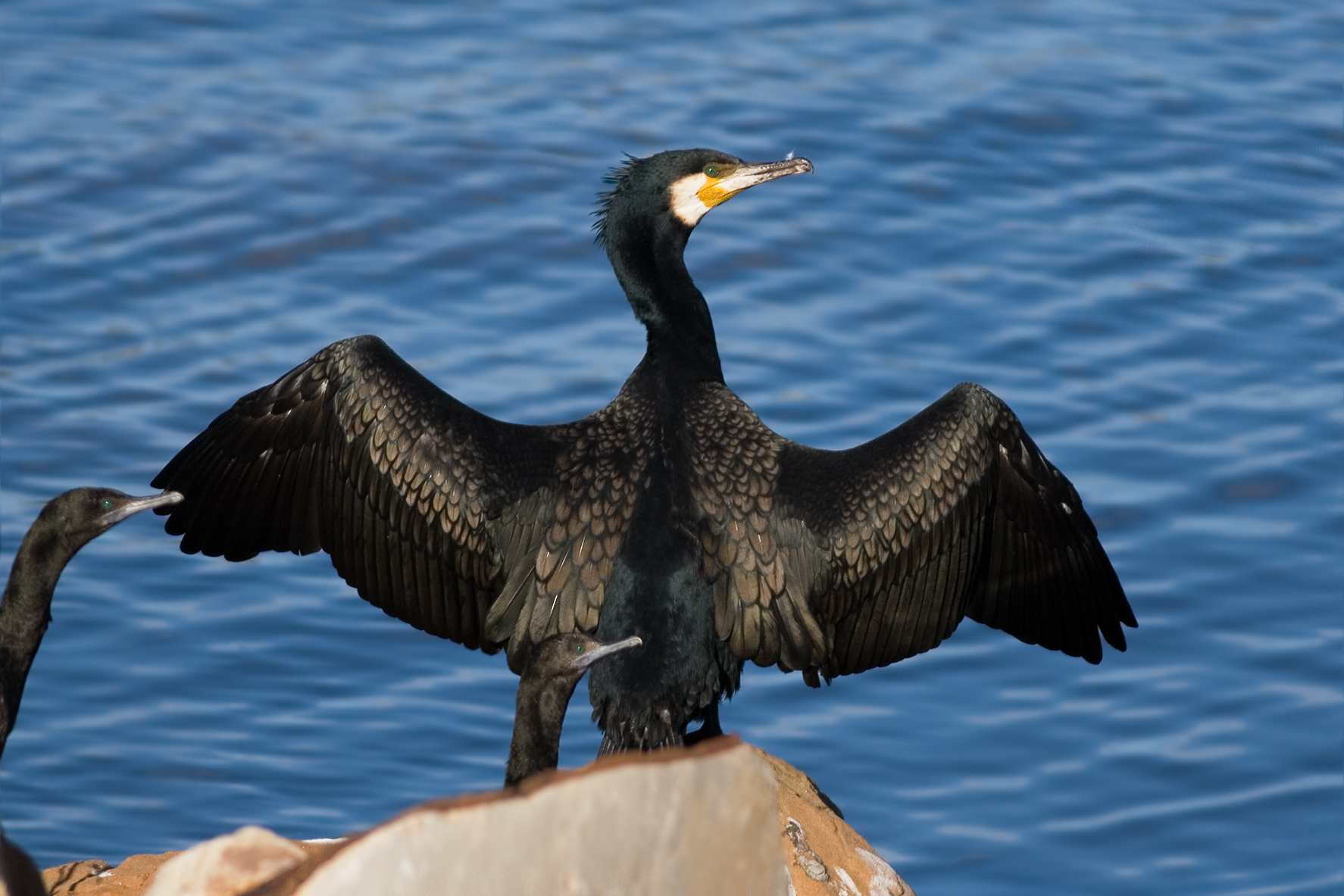
در حال خشک کردن بال‌ها در تاسمانی، استرالیا
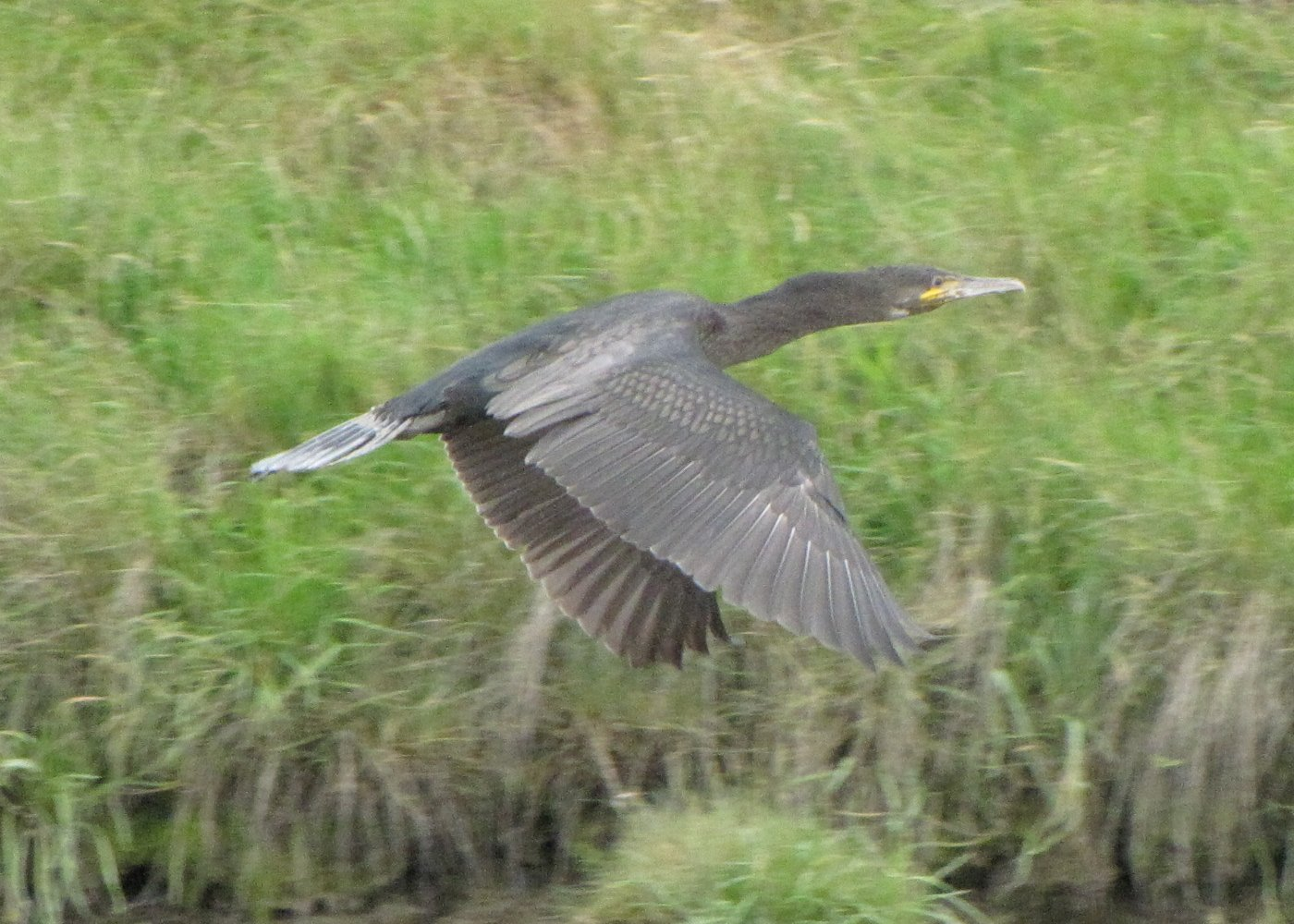
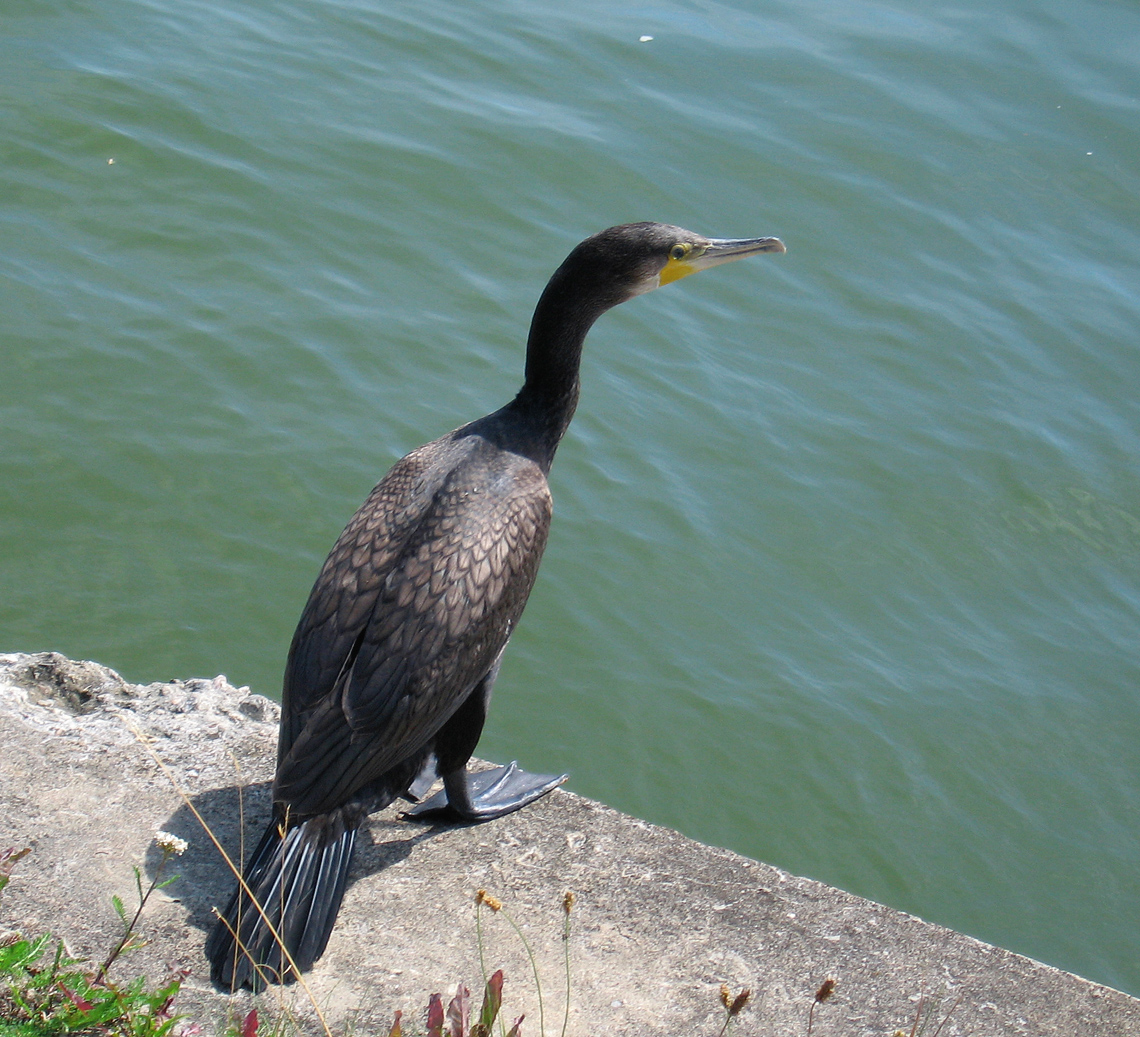
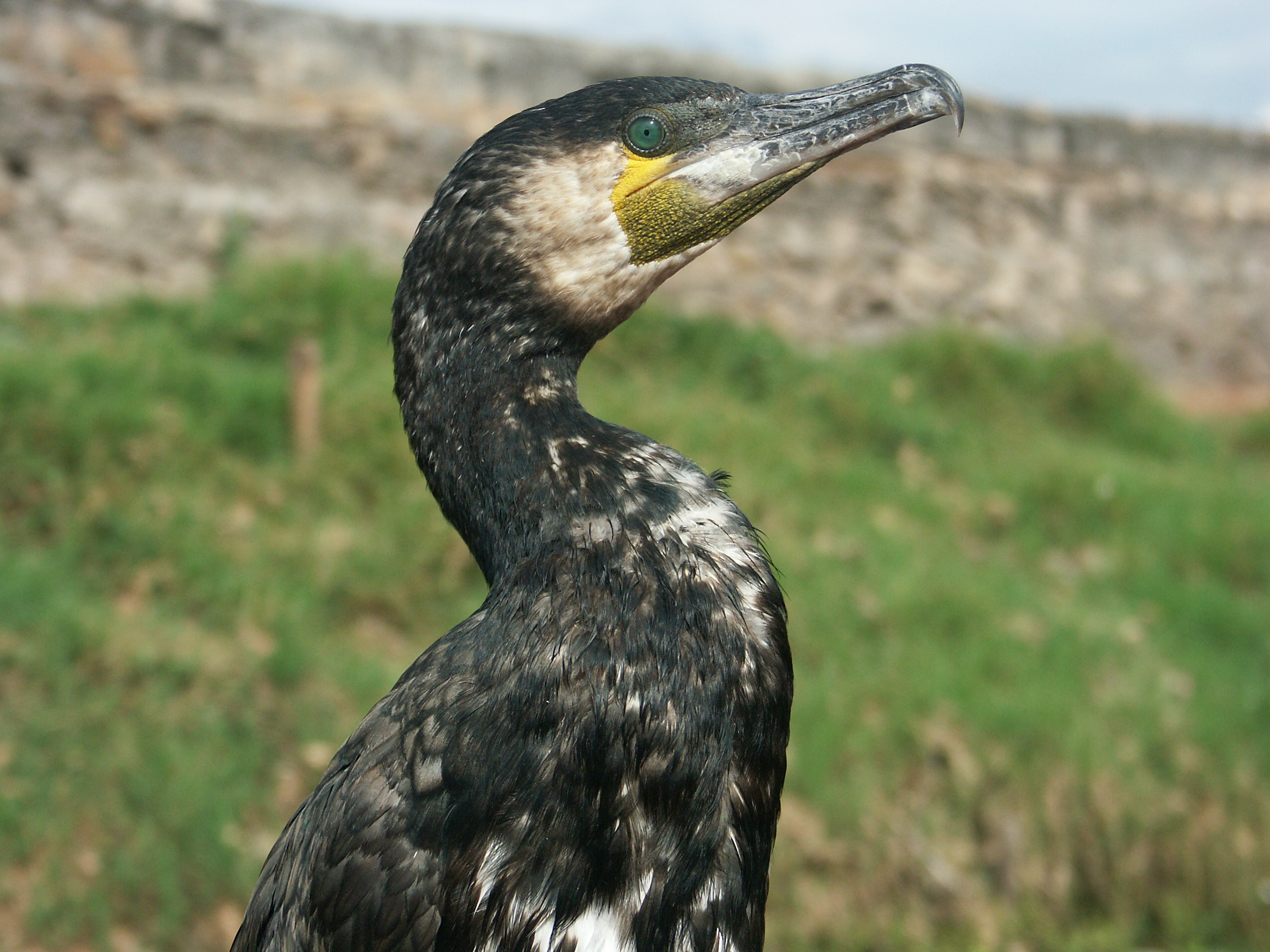
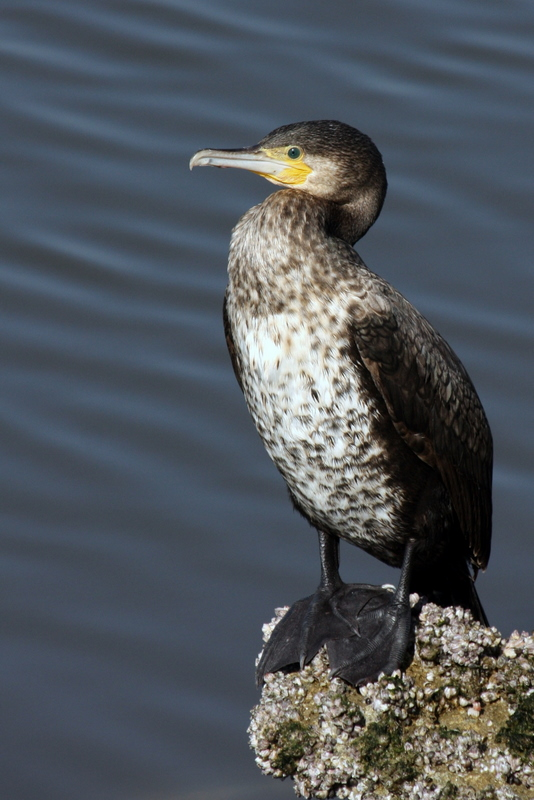
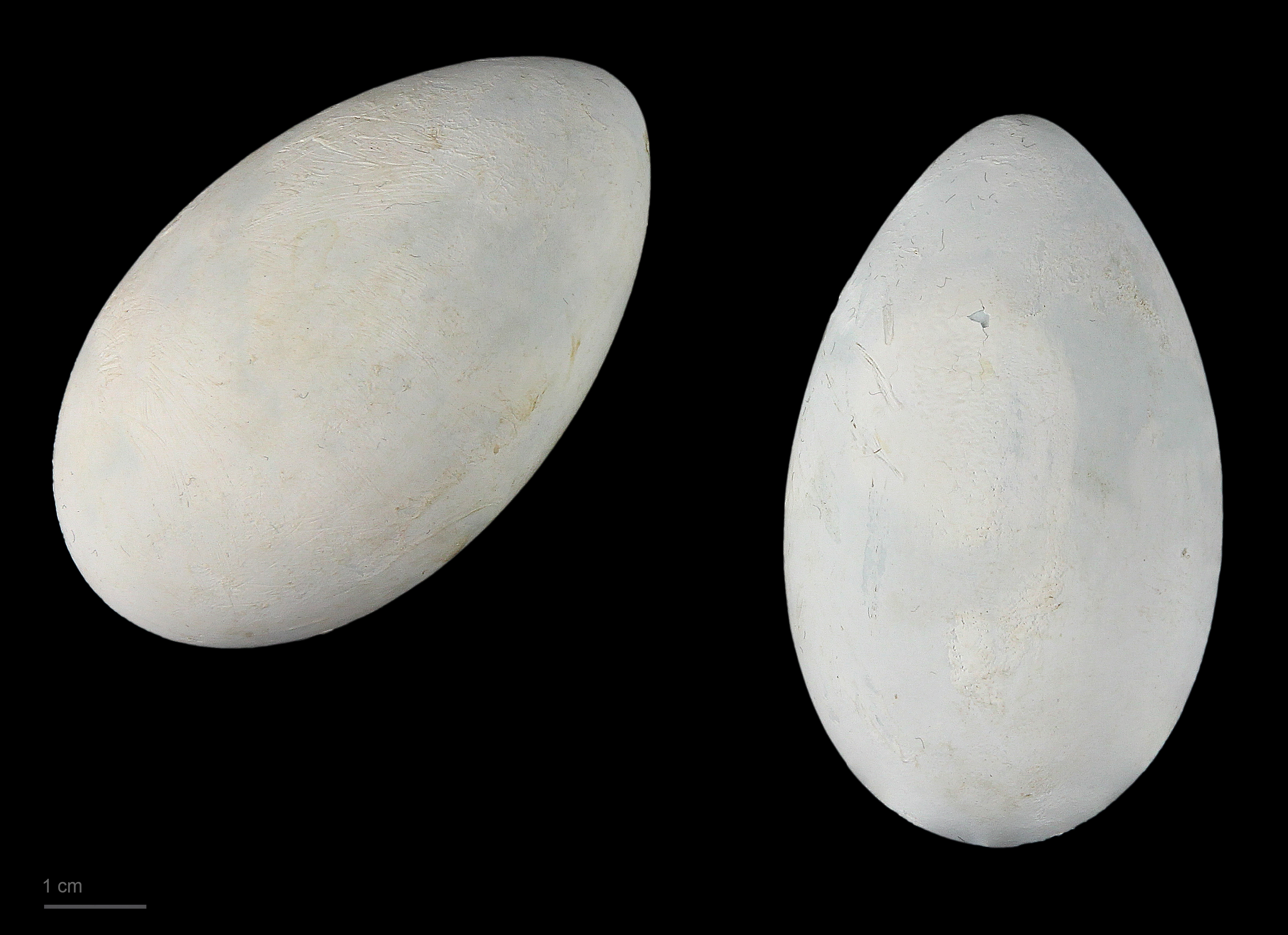
Museum specimen